# هرانفه
هرانفه (به عربی: الهرانفة) یک شهرداری در الجزایر است که در استان الشلف واقع شده‌است.